# Fredede fortidsminder i Albertslund Kommune
Denne liste over fredede fortidsminder i Albertslund Kommune viser alle fredede fortidsminder i Albertslund Kommune. Listen bygger på data fra Kulturarvsstyrelsen.
| Stednavn          | Type    | Datering                          | Seværdighed (Verdensarv, National, Lokal, Nej) | ID (Link til Kulturarv.dk) | Koordinater                                   | Billede     | Bemærkning |
| ----------------- | ------- | --------------------------------- | ---------------------------------------------- | -------------------------- | --------------------------------------------- | ----------- | ---------- |
| Præstegaardshaven | Rundhøj | Oldtid (ca. -250000 til 1066)     | Nej                                            | 95621                      | 55°41′06″N 12°22′11″Ø / 55.68492°N 12.36961°Ø | Upload foto |            |
| Storagergård      | Rundhøj | Bronzealder (ca. -1700 til -1101) | Nej                                            | 95630                      | 55°41′02″N 12°22′05″Ø / 55.68393°N 12.36818°Ø | Upload foto |            |
| Tingshøj          | Rundhøj | Oldtid (ca. -250000 til 1066)     | Nej                                            | 95620                      | 55°41′55″N 12°19′38″Ø / 55.69872°N 12.32736°Ø | Upload foto |            |